# 大松彰
大松 彰（おおまつ あきら、1968年5月21日 - ）は、ジョイスタッフ（JOYSTAFF）所属のフリーアナウンサー、身長173cm。

## 来歴
東京都板橋区出身。東京都立保谷高等学校、成城大学文芸学部英文学科卒業後、日本労働組合総連合会（連合）傘下のゼンキン連合（現在のJAM）に入局。1997年に退職後、フリーアナウンサーに。実父は公益財団法人　富士社会教育センター理事長だった大松明則。
行政番組や報道リポーターを担当する傍らバラエティー番組の出演も多い。
2010年、ジュエリーコーディネーター3級及び天然石検定1級をそれぞれ取得。2012年には、ジュエリーコーディネーター2級の試験に合格した。
2014年9月、Cert-GA（英国宝石学協会認定基礎課程）取得。同年10月、ジュエリーコーディネーター1級の一次試験に合格。
2015年、イギリス宝石学協会の正会員(FGA)に合格した。
2015年　GJダイヤモンドコース履修
2016年　「宝石王子」商標登録。ジュエリーコーディネーター1級に合格。GSTV出演者でJC1級の資格を取得したのは、ゲストコメンテーターの小俣友里以来、2人目となる。制度発足以来、30人目。
2017年6月、真珠検定において受験生の中でトップ成績で合格。
真珠のプロSA（シニアアドバイザー）取得。

## 出演中の番組
- サンデースクランブル（テレビ朝日）
- GSTVMC（スカパー!）

## 過去の出演番組
- 海猿 BRAVEHEARTS（劇場版）
- サタデースクランブル（テレビ朝日）
- きょう発プラス（TBS）
- 連鎖怪談（TVKテレビ）
- 海猿 UMIZARU EVOLUTION（CX）
- ゆず2時間TV~one1~（SSTV）
- はぴひる（TBS）
- テレビ傍聴席（CTC）
- ザ・ジャッジ! 〜得する法律ファイル（CX）
- ロンドンハーツ（テレビ朝日）
- すぽると!（CX）
- 5ch情報BOX（CATV品川）
- かながわTODAY（TVKテレビ）
- ゆず2時間TV「すみれが地球を救う」（SSTV）
- めちゃ×2イケてるッ!（CX）
- おはよう!グッデイ（TBS）
- エクスプレス（TBS）
- FNNスーパーニュース（CX）
- ビジネス英語ワールド（NHK教育）
- 県政トーク（TVKテレビ）
- 聴く日経（ラジオ日経）
- 高嶋ひでたけのお早よう!中年探偵団（ニッポン放送）